# 백진
백진(白珍, 1949년 11월 22일~)은 대한민국의 성우이다. 1969년에 연극 배우로 활동하다 1977년에 KBS 15기 성우로 입사, 활동했다. 1991년에 후배 성우였던 임은영을 성폭행한 죄로 성우협회에서 제명되었다.

## 주요 출연작품

### 애니메이션
- 신밧드의 모험 (KBS) - 알라딘
- 샛별공주 (KBS) - 아빠
- 까치의 날개 (KBS) - 야구 캐스터
- 개구리 왕눈이 (KBS) - 가재
- 명탐정 번개 (KBS) - 고도치 반장
- 요술공주 밍키 (KBS) - 현실세계의 아빠
- 개구쟁이 스머프 (KBS) - 발타자르
- 천하무적 멍멍기사 (KBS) - 추기경 기사
- 욕심쟁이 오리아저씨 (KBS)
- 떠돌이 까치 (KBS) - 아나운서
- 별나라 손오공 (KBS) - 킹킹맨
- 우주선장 율리시즈 (KBS)
- 옛날 옛적에 (KBS) - 도둑
- 들장미소녀 제니 (KBS) - 제럴드 백작
- 돈키호테 (KBS) - 마을 주민 4 / 도둑 4
- 집없는 소년 (KBS)
- 말괄량이 루시 (KBS) - 아더 / 버나드
- 바다소년 트리톤 (KBS) - 포세이돈
- 이상한 나라의 앨리스 (KBS) - 조커 / 도도
- 2020 우주의 원더키디 (KBS) - 데몬 마왕 / 바솔 왕자

### 애니메이션 영화
- 지옥의 외인부대 (KBS) - 맥코이
- 욤욤 공주와 도둑 - 외눈

### 영화
- 달려라 마야(KBS) - 애꾸눈(I.S. 조하르)
- 로마의 휴일 (88년 더빙판/KBS)
- 로맨싱 스톤 (KBS)
- 별들의 고향 (KBS) - 이만준 (윤일봉)
- 소리없는 승리 (KBS)
- 슈퍼맨 (85년 더빙판/KBS)
  - 슈퍼맨 2 (86년 더빙판/KBS)
- 아라비아의 로렌스 (KBS) - 타파(지아 모헤딘)
- 우정있는 설복(KBS) - 퍼디(리처드 헤일)
- 잰디의 신부 (KBS) - 월터(해리 딘 스탠턴)
- 코만도 (KBS) - 설리(데이비드 패트릭 켈리)
- 특공대작전 (KBS) - 제퍼슨(짐 브라운)
- 챔프 (KBS)

### 외화 시리즈
- A 특공대 (KBS) - 머독(드와이트 슐츠)
- 말괄량이 삐삐 (KBS)

## 폭행 협박 논란
1991년 내연 관계에 있는 직속 후배 성우 임은영이 약혼남자와 결혼한다며 헤어지자고 요구하자, 모텔로 데려가 임은영을 마구 때리고 옷을 벗긴 뒤 사진을 찍어 퍼뜨린다고 협박하는 등 열두 차례에 걸쳐 그 성우를 구타, 협박한 사건을 저질렀다. 이후 경찰에 구속되어 끝내 한국성우협회에서 임은영과 함께 제명되었으며 죗값을 치르고 언더 성우로 격하되었는데 안타깝게도 생각보다 형량이 낮게 나온 것으로 보인다. 그러나 애니메이션과 외화 등의 더빙은 두 번 다신 못 하게 되었으며 1994년에 광고 2개를 잠시 녹음하고 현재는 불명예 은퇴한 것으로 보인다. 어쨌든 덕분에 에어리어 88 DVD판 삭제씬 더빙에서는 동기인 김환진이 맥코이를 대신 맡았다.
이 사건은 1991년 3월 20일, 경향신문에 보도되었지만 당시 본명인 양진식으로만 나왔을 뿐 예명이었던 백진으로 밝혀지지 않았고 성우가 아닌 성우실장이란 오보도 섞였다고 한다. 뒤늦게 15년 만인 2015년 9월 22일에 캐스팅뱅크를 통해서도 알려졌는데 한동안 1991년에 건강 문제로 인해 53세의 나이로 성우계를 은퇴한 것과 양진식이 백진과는 서로 별개의 인물인 것처럼 잘못 알려졌다.
이후 박조호, 양현, 도용구, 임하진(뒤늦게라도 사죄를 했다.), 송백경, 조영호 등의 후배 성우들도 각각 여러 범죄로 물의를 빚었는데 정작 제대로 된 법적인 처벌을 받지 않고 양현을 제외하고는 뻔뻔하게 계속 활동을 이어가는 이들과는 달리 그나마 확실히 법의 심판을 받았으며 두 번 다시는 성우 활동을 못 하게 되었다.